# Jésica Presas
Jésica „Jee“ Presas (* 27. Januar 1989 in Buenos Aires) ist eine ehemalige argentinische Handballspielerin, die zwischen 2012 und 2014 Mitglied der argentinischen Nationalmannschaft in der Disziplin Beachhandball war.
Presas arbeitet als Ärztin.

## Hallenhandball
Jésica Presas spielt für CA Vélez Sarsfield in der höchsten argentinischen Spielklasse. 2010 gewann sie mit der Mannschaft, zu der neben ihr auch Valeria Miranda, Stefania Rodríguez, Samanta Brizuela, Fernanda Roveta und Melina Brizuela gehörten, die argentinische Meisterschaft.

## Beachhandball
Presas debütierte bei den Panamerika-Meisterschaften 2012. Hier konnte Presas mit der Bronzemedaille ihre erste internationale Medaille gewinnen. 2013 war ein Jahr ohne internationale Meisterschaft, Presas wurde dennoch für ein Turnier in Uruguay in die Nationalmannschaft berufen. 2014 wurde ein besonders aktives Jahr. Zunächst gewann Presas bei den Panamerika-Meisterschaften ihre nächste internationale Bronzemedaille und qualifizierte sich mit ihrer Mannschaft damit auch erstmals für eine Weltmeisterschaft. Im weiteren Jahresverlauf standen aber zunächst die South-American Beach Games an, wo die argentinische Mannschaft das erste Mal ein Finale erreichte und sich in Vargas nur noch den Gastgebern aus Venezuela geschlagen geben musste. Weniger erfolgreich verliefen die ersten Weltmeisterschaften in Recife im Nachbarland Brasilien. Argentinien belegte den elften und damit vorletzten Platz, konnte einzig Australien hinter sich lassen.

## Erfolge
| Weltmeisterschaften - 2014: 11. Südamerikanische Beach Games - 2014: 2. | Pan-Amerikanische Meisterschaften - 2012: 3. - 2014: 3. |